# Ivan Mičurin
Ivan Mičurin (rus: Иван Мичурин)  (Michurovka, 15 d'octubre de 1855 (Julià) - Mitxúrinsk, 7 de juny de 1935) va ser un enginyer agrònom soviètic que va emprar la selecció natural per a produir nous tipus de plantes de conreu. Va ser membre d'honor de l'Acadèmia de Ciències de la Unió Soviètica.
Durant tota la seva vida, Mičurin va treballar per crear nous tipus d'arbres fruiters i va introduir més de 300 varietats noves. Va rebre l'Ordre de Lenin i l'Ordre de la Bandera Roja del Treball pels seus èxits. La ciutat de Mitxúrinsk rep el nom en el seu honor, com també la ciutat búlgara de Tsarevo entre 1950 i 1991.

## Biografia
El 1875 Mičurin va arrendar un tros de terra d'uns 500 metres quadrats no gaire lluny de Tambov, va començar a col·leccionar plantes i va iniciar la seva recerca en pomologia i selecció natural. El 1899 va adquirir una finca d'uns 130.000 metres quadrats i hi va trasplantar totes les seves plantes.
El 1920, just després del final de la Guerra Civil russa, Vladímir Lenin va ordenar al comissari del poble d'agricultura Semyon Sereda que organitzés un projecte d'investigació sobre el treball i els èxits pràctics de Mičurin. L'11 de setembre de 1922, Mikhaïl Kalinin va visitar Mičurin a petició personal de Lenin. El 20 de novembre de 1923, el Consell de Comissaris del Poble va reconèixer l'«hort de fruiters» de Mičurin com a institució d'importància estatal. El 1928 el govern va establir un laboratori de selecció genètica sobre la base del jardí de Mičurin.
Mičurin va fer una contribució important al desenvolupament de la genètica, especialment en el camp de la pomologia. Al seu laboratori de citogenètica va investigar l'estructura cel·lular i va experimentar amb la poliploïdia artificial. Va estudiar els aspectes de l'herència genètica en relació amb el curs natural de l'ontogènesi i la influència externa, creant un concepte completament nou de predomini. Va demostrar que el predomini depèn de l'herència, l'ontogènesi i la filogènesi de l'estructura cel·lular inicial i també de les característiques individuals dels híbrids i les condicions de conreu. En els seus treballs, Mičurin va assumir la possibilitat de canviar el genotip sota influència externa.

Bust de Mičurin davant de la Universitat Estatal de Moscou

Mičurin va ser un dels pares fundadors de la selecció agrícola científica. Va treballar en la hibridació de plantes d'orígens similars i diferents, conreant mètodes en relació amb el curs natural de l'ontogènesi, dirigint el procés de predomini, avaluació i selecció de plàntules i l'acceleració del procés de selecció amb l'ajuda de factors físics i químics.

El mètode de Mičurin d'encreuament de plantes geogràficament distants va ser àmpliament utilitzat per altres seleccionistes. Mičurin també va proposar mitjans per a superar la barrera genètica d'incompatibilitat durant el procés d'hibridació, com la pol·linització dels híbrids joves durant la seva primera floració, encreuament vegetatiu preliminar i ús d'un «mediador» amb la barreja de diferents tipus de pol·len.

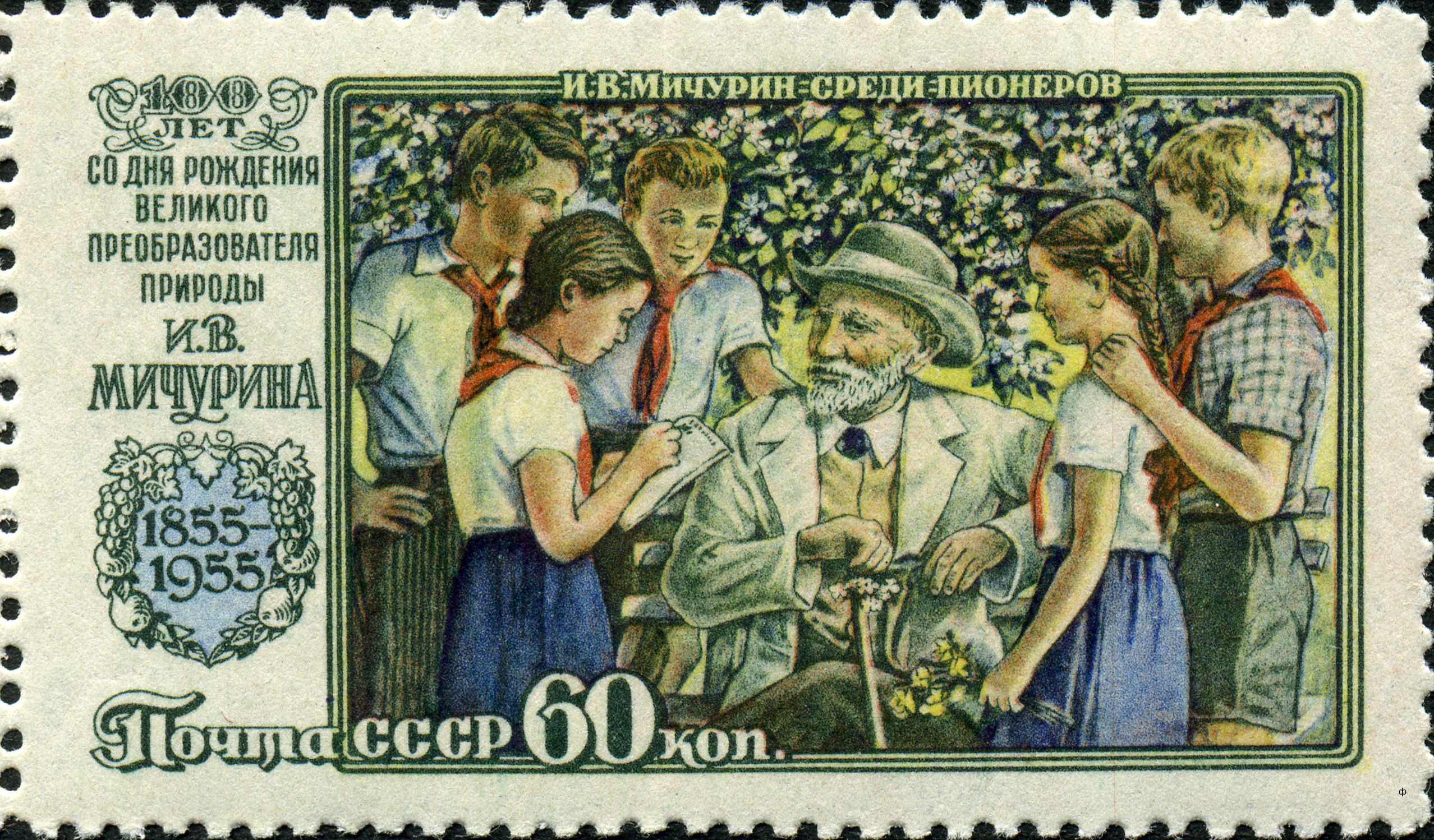
Segell commemoratiu de Mičurin de 1956

La Unió Soviètica va començar a conrear els híbrids de Mičurin de poma, pera, cirera, Sorbus i altres. La varietat Antonovka és la poma més coneguda que va desenvolupar. Va ser tan popular que se li va donar el nom de «poma del poble». Avui s'utilitza àmpliament a Rússia i Polònia amb finalitats culinàries. En altres parts d'Europa i Amèrica del Nord s'utilitza principalment com a portaempelt resistent. Mičurin també va conrear híbrids de raïm, albercoc, cirerer i altres plantes del sud als climes del nord.